# Trump–Musk-viszály

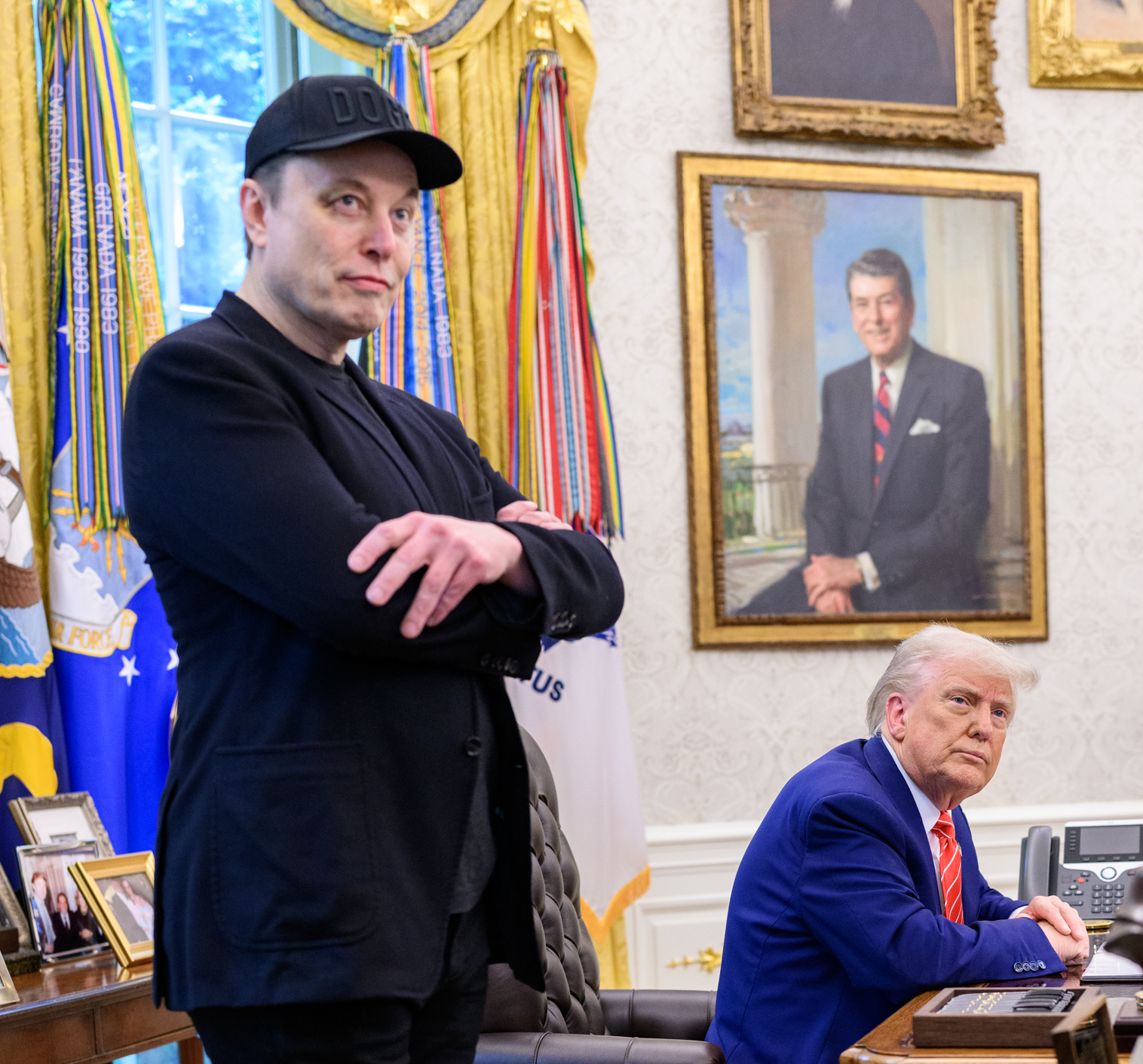
Musk és Trump az Ovális Irodában 2025 májusában

2025 júniusában és júliusában Elon Musk üzletember és volt elnöki tanácsadó, valamint Donald Trump amerikai elnök egy sor közösségi média támadásba kezdtek, elsősorban az X (korábban Twitter) és a Truth Social platformokon, miután Musk kilépett a második Trump-kormányból, és bírálta a One Big Beautiful Bill Act nevű törvényjavaslatot, amely Trump számára mérföldkőnek számító jogszabálynak szánták.
Mielőtt 2024-ben politikai szövetségesek lettek volna, Musk és Trump kölcsönös provokációk történetével rendelkeztek. 2022-ben Musk Trumpot kora miatt alkalmatlan elnöknek nevezte, miután Trump „baromságokat beszélő művésznek” ("bullshit artist") titulálta őt. Akkoriban rövid ideig viszályban állt Trump-pal.

## Háttér

### 2022-es viszály
2022 júliusában Trump „szar művésznek” (bullshit artist) nevezte Muskot, és „romlottnak” minősítette Musk Twitterrel kötött szerződését. Musk azzal válaszolt, hogy Trumpot túl öregnek tartja az elnöki posztra, és inkább Ron DeSantis-t támogatja a 2024-es elnökválasztáson. Ezt követően Trump a Truth Socialon kijelentette, hogy Musk a Fehér Házba jött, hogy támogatást kérjen szubvencionált projektekhez, és ha megkérték volna, hogy könyörögjön, „megtenné”. Trump a Truth Socialon azt is elmondta, hogy „Most Elonnak arra kellene koncentrálnia, hogy kijusson a Twitter-káoszból, mert 44 milliárd dollárral tartozhat valamiért, ami talán értéktelen. Ráadásul nagy a verseny az elektromos autók terén!”

### 2024-es elnökválasztás
Több mint 50 millió dollárnyi jogi költség miatt pénzügyi nehézségekkel küzdő Trump kampánya 2024 márciusában találkozott Muskkal és más adományozókkal; Musk elutasította, hogy segítene Trumpnak, és azt mondta, hogy Biden felé hajlik. Trump kijelentette, hogy a múltban segített Musznak. Musk május 22-én létrehozta az America Super PAC-ot. Musk nyilvánosan támogatta Trumpot a július 13-i Butler-merénylet után. Musk augusztus 12-én élő közvetítést tartott Trump-pal, amelyben felvetette a „kormányzati hatékonysági bizottság” ötletét. Musk végül több mint 290 millió dollárral járult hozzá Trump elnöki kampányához.

### Második Trump-kormány
A második Trump-kormányban Musk vezette a Kormányzati Hatékonysági Minisztériumot (DOGE), amelynek célja a szabályozások leépítése, a kiadások csökkentése és a szövetségi ügynökségek átszervezése volt. Különleges kormányzati alkalmazottként dolgozott, mandátumát 130 napra korlátozva.
Musk kiemelkedő szerepet játszott a 2025-ös wisconsini legfelsőbb bírósági választási kampányban, legalább 23 millió dollárt költve politikai akcióbizottságokon keresztül. Szerepe a választásokban politikai terhet jelentett Brad Schimel számára. A CBS News megfigyelte, hogy Trump áprilisra abbahagyta a Musk-ról való posztolást, míg korábban hetente körülbelül hatszor posztolt róla.
Musk április 22-én a Tesla eredménybeszámolóján azt mondta a befektetőknek, hogy a jövőben kevesebb időt fog szentelni a DOGE-nak. Május 20-án a 2025-ös Katari Gazdasági Fórumon adott interjúban Musk azt mondta, hogy vissza fogja fogni a politikai kiadásait.

### Isaacman jelölése
Trump május 30-án az Ovális Irodában tartott búcsúünnepségen ünnepelte Muskot. A New York Times arról számolt be, hogy miután a riporterek elmentek, Trump szembesítette Muskot azzal, hogy Jared Isaacman, Musk szövetségese, aki Trump jelöltje volt a NASA igazgatói posztjára, politikai adományokat nyújtott a demokratáknak. Trump néhány órával később tájékoztatta Isaacmant, hogy visszavonja jelölését.
Isaacman az All-in című műsorban elmondta, hogy szerinte Trump visszavonása inkább Musk távozásával állt kapcsolatban, mint a korábbi adományokkal, és kijelentette, hogy jobboldali nézeteket vall, és támogatja Trump programját. Több forrás is arról számolt be, hogy Sergio Gor, a Fehér Ház személyzeti igazgatója állt a visszavonás mögött.

### Musk a Big Beautiful Billről
Május 27-én a CBS-nek adott interjúban Musk bírálta a Kongresszus által május 22-én elfogadott One Big Beautiful Bill Act törvényt; Musk azzal érvelt, hogy a törvény növeli az államháztartási hiányt és aláássa a DOGE munkáját. Musk másnap megkezdte távozását. Május 30-án az Ovális Irodában tartott búcsúünnepségen Trump azt mondta, hogy Musk „valójában nem távozik” a Fehér Házból.

## Idővonal

### Június 3.
Június 3-án, keleti idő szerint délután 3:32-kor Musk figyelmeztette a törvényjavaslat támogatóit: „Jövő novemberben minden politikust elbocsátunk, aki elárulta az amerikai népet”. Három órával később a „disznóhússal töltött” törvényjavaslatot „undorító borzalomnak” nevezte. A következő két napban Musk folytatta, és olyan törvényjavaslatot kért, amely nem emeli az adósságplafont, mondván, hogy Amerika csődbe menetele elfogadhatatlan, és azt kérte, hogy „ÖLJÉK MEG A TÖRVÉNYJAVASLATOT”.
A republikánusok támogatása a törvényjavaslat iránt nem látszott megingani.

### Június 5.
Közvetlenül dél előtt Trump az Ovális Irodában ült Friedrich Merz német kancellárral, és több mint 40 percig válaszolt az újságírók kérdéseire élő televíziós adásban. Amikor Musknak a törvényjavaslatra vonatkozó kritikájáról kérdezték, Trump azt mondta, hogy „csalódott”, mert „mindig is kedvelte Elont”, hogy Musk az elektromos járművekre vonatkozó támogatások csökkentése miatt kritizálta a javaslatot, és hogy nélküle is megnyerte volna Pennsylvaniát. Az interjú alatt Musk visszavágott, hogy Trump megtarthatja a támogatásait, amíg a törvényjavaslat „karcsú és szép”. Trump azt is mondta, hogy Musk „bárki másnál jobban” ismeri a törvényjavaslatot, és hogy washingtoni nosztalgiája talán zavarodottságba fordult; Musk azt válaszolta, hogy soha nem mutatták meg neki a törvényjavaslatot, hogy Trump nélküle elvesztette volna a választásokat, és „ilyen hálátlansággal” zárta a vitát.
Később Musk újból megosztotta azokat a 2012–13-as bejegyzéseket, amelyeket néhány órával korábban talált, és amelyekben Trump és különböző republikánusok a kongresszust szidalmazták a deficit miatt.

#### Az Amerika Párt
Egy keleti idő szerint délután 1:57-kor közzétett tweetben Musk felvetette egy politikai párt létrehozásának lehetőségét, amely a „középső 80%-ot” képviselné. Fél órával később Musk Laura Loomernek azt válaszolta, hogy „Trumpnak még 3,5 éve van hátra elnökként”, de ő maga több mint 40 évig lesz jelen. Miután a szavazáson több mint 80% igennel szavazott, Musk keleti idő szerint délután 6:07-kor javasolta, hogy az új hipotetikus párt neve „The America Party” legyen.

#### Fenyegetések özöne

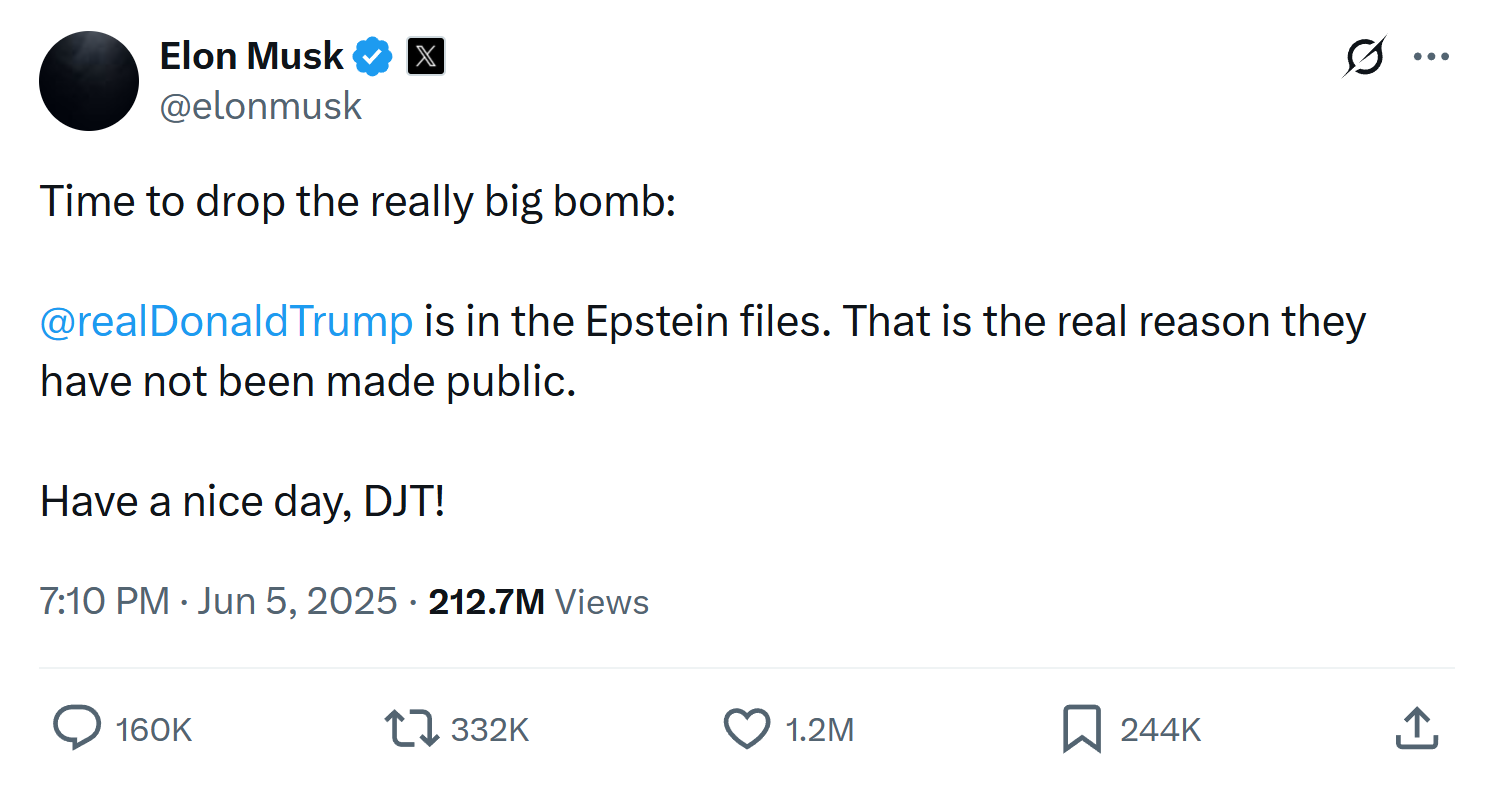
Musk június 5-i tweetje, amelyben azt állította, hogy Trump szerepel az Epstein-aktákban

A sajtótájékoztató után Trump a Truth Socialhoz fordult, hogy reagáljon a helyzetre. Ismételte, hogy Musk „megőrült” az „EV-mandátum” miatt, amit Musk azonnal hazugságnak nevezett. Trump ezután azzal fenyegetőzött, hogy megszünteti Musk kormányzati szerződéseit. Válaszul Musk azt állította, hogy Trump szerepel az Epstein-aktákban. Musk ezután kijelentette, hogy a SpaceX leszereli Dragon 2 űrhajóját. A Crew Dragon az egyetlen működőképes amerikai emberes űrhajó, amely képes dokkolni a Nemzetközi Űrállomással, míg a Cargo Dragon és a Cygnus amerikai teherszállítási küldetéseket hajt végre az űrállomáshoz. Musk röviddel azután törölte a bejegyzést, hogy az felkeltette a figyelmet, majd később kijelentette, hogy az űrhajót nem vonják ki a forgalomból, miközben válaszolt egy X felhasználónak, aki azt tanácsolta neki, hogy „hűtse le magát”. Két perccel később Musk Trump harmadik impeachmentjét szorgalmazta.

#### Vámok és fegyverszünet
Musk tweet-áradatát azzal zárta, hogy megismételte: a vámok 2025 második felében recessziót fognak okozni.
Aznap este Musk válaszolt a hedge fund milliárdos Bill Ackman kérésére, miszerint az ország erősebb volt, amikor Musk és Trump szövetségesek voltak, és azt mondta, hogy nem tévedett. A Politico arról számolt be, hogy Musk és Trump telefonon egyeztetni akartak.

#### Kapcsolatok megszakítása
Musk leiratkozott Stephen Miller, Trump politikai tanácsadója és belbiztonsági tanácsadója Twitter-fiókjáról; leiratkozott Charlie Kirk, egy konzervatív influencer fiókjáról is; a két férfi Kirk műsorában jelent meg, hogy dicsérjék az One Big Beautiful Bill Act törvényt.

### Június 6.
Június 5-én késő este Musk jóváhagyott egy tweetet, amelyben kijelentette, hogy a két fő pártnak nincs politikai akarata az államadósság csökkentésére. Június 6-án kora reggel Trump az ABC Newsnak azt mondta, hogy Musk „elvesztette az eszét”, és hogy nem érdekli a vele való beszélgetés, majd egy CNN-interjúban megismételte, hogy a közeljövőben nem fog vele beszélni. A Fehér Ház később kijelentette, hogy Trump és Musk között nem terveznek telefonbeszélgetést. A Fehér Ház egyik tisztviselője később elmondta, hogy Trump fontolgatja a Musk-tól kapott piros Tesla Model S eladását.
A Bloomberg News szerint Trump tanácsadói jelezték, hogy Trump továbblép, és nem fogja felmondani Musk kormányzati szerződéseit. A Washington Post arról számolt be, hogy Trump úgy próbálta megmagyarázni Musk viselkedését, hogy „nagy drogfüggő” lenne.
Dmitry Novikov a TASS-nak azt mondta, hogy Oroszország politikai menedéket kínálhatna Musknak, de neki nincs rá szüksége.
Musk felvette a kapcsolatot a Fehér Ház személyzeti főnökével, Susie Wiles-szal és JD Vance alelnökkel, hogy bejelentse: abbahagyja az elnök kritizálását, és megpróbálja helyrehozni a kapcsolatát az elnökkel.

### Június 7.
Június 7-én az NBC News reggeli interjújában Trump kijelentette, hogy nem kíván megbékélni Muskkal, és hozzátette, hogy Musknak „nagyon súlyos következményekkel” kell számolnia, ha a demokratákat finanszírozza. Trump azt is említette, hogy első elnöki ciklusa alatt megmentette Musk életét.
Egy Theo Vonnal készült interjúban, amelyet június 7-én sugároztak, de június 5-én vettek fel JD Vance azt mondta, hogy mindig Trump oldalán fog állni, hogy Musk hatalmas hibát követett el, és hogy szeretné, ha Musk visszatérne „a nyájba”. Vance azt is elismerte, hogy a törvényjavaslat „nem volt tökéletes”.
Reggelre több tweetet is töröltek Musk fiókjából: az Epstein-vádat, az impeachmentre való felhívást és azt az állítást, hogy Trump az ő segítsége nélkül nem nyert volna. Ugyanezen a napon később Musk megismételte egyik korábbi fenyegetését: ha ez az „őrült kiadási törvényjavaslat átmegy, másnap megalakul az Amerika Párt”.

### Június 7. után
Június 9-én, a Los Angelesben zajló tüntetések alatt Musk törölte azokat a bejegyzéseit, amelyekben Trump elmozdítását szorgalmazta, és dicsérte a Trump-kormány tüntetőkkel szembeni fellépését. Ugyanezen a napon tartott sajtótájékoztatón Trump is megváltoztatta álláspontját Musk-kal kapcsolatban, mondván: „Jó kapcsolatunk volt, minden jót kívánok neki, nagyon sokat”. Késő este az elnök fogadta Musk hívását, ami másnap nyilvános sajnálkozáshoz vezetett. Másnap további hírek szerint Musk telefonon beszélt Trump-pal, és sajnálatát fejezte ki azért, hogy támadta Trump-ot.
Június 11-én Musk a Twitteren nyilvánosan kijelentette, hogy sajnálja néhány Trumpról szóló bejegyzését, mert „túl messzire ment”, és Trump elismerte a bocsánatkérést. Egy héttel később Musk támadást indított Sergio Gor ellen, a Trump család szövetségese ellen, aki a Right for America szuper PAC-ot vezette, megkérdőjelezve identitását, és „kígyónak” nevezve őt. Musk később tisztázta, hogy Gor-t „súlyos bűncselekmény” elkövetésével vádolta. A szenátus republikánusai Gor-t tartják felelősnek Isaacman NASA-ba történő kinevezésének aláásásáért.
Musk június végén megújította támadását Trump Big Beautiful Billje ellen. Június 28-án Musk a Twitteren azt írta: „A szenátus legújabb törvénytervezete több millió munkahelyet fog megszüntetni Amerikában, és hatalmas stratégiai kárt fog okozni országunknak”, és hogy ez „politikai öngyilkosság lenne a Republikánus Párt számára”. Június 30-án Trump azzal fenyegetőzött, hogy a DOGE-t, egy Musk által korábban vezetett kezdeményezést fogja felhasználni Musk kormányzati üzleti szerződéseinek vizsgálatára. Július 1-jén Musk bejelentette, hogy adományozni fog Thomas Massie képviselő újraválasztási kampányának, aki ellenezte Trump törvényjavaslatát. Ugyanezen a napon Trump kijelentette, hogy „meg fogja vizsgálni” Musk kiutasításának lehetőségét.

## Hatások
Június 5-én Musk becslések szerint 34 milliárd dollárt vesztett. Ez a történelem második legnagyobb vesztesége Musk 2021-es vesztesége után. A Tesla, Inc. részvényei 15 százalékkal estek, ami a COVID-19 járvány óta a legrosszabb nap volt. A Tesla eladási opcióinak kereskedési volumene meghaladta a négy millió szerződést, ami a legmagasabb érték a történelem során. A TSLA short eladók 4 milliárd dollárral zárták a napot. A Trump Media & Technology Group részvényei 8 százalékkal estek.
A viszály veszélybe sodorta a 100 millió dolláros politikai adományt, amelyet Musk a Trump-hoz kapcsolódó szervezeteknek szánt. A vita veszélybe sodorta a Musk xAI-jának 5 milliárd dolláros adósságértékesítését is.
A június eleji vita után Musk a YouGov felméréseiben a legalacsonyabb nettó népszerűségi indexet érte el, a republikánusok körében 20 ponttal esett vissza. A Quantus Insights július eleji felmérésében a válaszadók közel 40%-a jelezte, hogy támogatná Musk harmadik pártját.
James Fishback, Trump szövetségese, aki felvetette a „DOGE osztalék” ötletét, júliusban elindította a Full Support for Donald PAC-ot, egy szuper PAC-ot, amely állítólag olyan választási kampányokba fektet be, ahol Musk Trump ellenfeleit finanszírozná, legyenek azok republikánusok, demokraták vagy harmadik párt tagjai.

## Kommentárok

### Szilícium-völgy
A viszály megosztotta a Szilícium-völgyet. Musk szövetségesei attól tartottak, hogy más, Musk nyomdokaiba lépő szilícium-völgyi személyiségek is elveszíthetik pozíciójukat, köztük David Sacks, Sriram Krishnan és Michael Grimes.

### Bojkott per
A The Wall Street Journal szerint a viszály felkeltette a hirdetők reményét, hogy a Twitteren való hirdetést megtagadó vállalatok elleni perek enyhülni fognak, mivel csökken a politikai súlyuk.

### Belföld
A közösségi médiában összehasonlítások születtek a viszály és a Mean Girls (2004) című filmben látható viszály, valamint a Drake–Kendrick Lamar viszály között.
Musk és Trump kapcsolatának felbomlását néhány Make America Great Again követő dicsérte. A YouGov felmérése szerint a republikánusok többsége támogatja Trumpot a viszályban, míg a demokraták többsége semleges álláspontot képvisel. Amikor arra kérték őket, hogy reagáljanak Musk nyilatkozatára a republikánusok által támogatott kiadási törvényjavaslatról, 56% mondta, hogy egyetért, 17% pedig, hogy nem ért egyet.
Chuck Schumer, a szenátus kisebbségi vezetője utalt Taylor Swift „Bad Blood” című dalára, amelyről úgy gondolják, hogy Katy Perryvel való viszályáról szól. Hakeem Jeffries, a képviselőház kisebbségi vezetője a viszályt „republikánus polgárháborúnak” nevezte. A Demokrata Párt Twitter-fiókja arra szólított fel, hogy „VESSÉTEK EL A TÖRVÉNYJAVASLATOT, ÉS TEGYÉTEK KÖZZÉ AZ EPSTEIN-AKTÁKAT!” A War Room című műsorban Steve Bannon figyelmeztetett, hogy Muskot a demokraták „átállíthatják”. Ro Khanna képviselő szerint a demokratáknak udvarolniuk kellene Musknak.
Steve Bannon, Trump első elnöki ciklusának volt főtanácsadója, arra buzdította Trumpot, hogy mondja fel Musk szövetségi szerződéseit, és vizsgálja meg bevándorlási státuszát. Ez oda vezetett, hogy Muskot kiutasíthatják az Egyesült Államokból. Miután Bannon felszólította Trumpot, hogy végrehajtói rendelettel vegye át a SpaceX irányítását, Musk „kommunista retardáltnak” nevezte. Stephen Lynch és Robert Garcia demokratikus képviselők levelet küldtek Pam Bondi főügyésznek és Kash Patelnek, az FBI igazgatójának, amelyben Musk állításáról kérdeztek, miszerint Trump szerepel az Epsteinről szóló kormányzati aktákban.

### Nemzetközi
Az orosz internethasználók a viszályt a Wagner-csoport és az orosz védelmi minisztérium közötti konfliktushoz hasonlították, amely az orosz védelmi minisztérium és az oligarcha Jevgenyij Prigozsin közötti vita volt, és Wagner Csoport lázadásához vezetett. Dmitrij Medvegyev, a Biztonsági Tanács alelnöke viccesen megjegyezte, hogy hajlandó közvetíteni a fegyverszünetben Musk és Trump között.
Trumpnak Friedrich Merzzel való találkozója során Muskra való összpontosítása megkönnyebbülést váltott ki több német kommentátorból, akik keserű találkozókat emlegettek Volodimir Zelenszkij ukrán elnökkel és Cyril Ramaphosa dél-afrikai elnökkel.

## Fordítás
- Ez a szócikk részben vagy egészben  a    Trump–Musk feud  című angol Wikipédia-szócikk ezen változatának fordításán alapul.  Az eredeti cikk szerkesztőit annak laptörténete sorolja fel. Ez a jelzés csupán a megfogalmazás eredetét és a szerzői jogokat jelzi, nem szolgál a cikkben szereplő információk forrásmegjelöléseként.